# Pero atrapesaria
Pero atrapesaria là một loài bướm đêm trong họ Geometridae.